# Les Aventures de Tarzan à New York
Pour les articles homonymes, voir Tarzan (homonymie).
Série
Le Trésor de Tarzan Le Triomphe de Tarzan
Pour plus de détails, voir Fiche technique et Distribution.
Les Aventures de Tarzan à New York (titre original : Tarzan's New York Adventure) est un film américain réalisé par Richard Thorpe, sorti en 1942.

## Synopsis
Un petit avion piloté par Jimmie Shields atterrit dans la jungle où vivent Jane, Tarzan, Boy et Cheeta, avec à son bord le directeur de cirque et chasseur de fauves Buck Rand et son adjoint Manchester Mountford. Tarzan voit cette arrivée d'un mauvais œil, alors que Boy est fasciné par l'avion. Au moment où le garçon est seul avec les hommes, une tribu les attaque et laisse pour morts Jane et Tarzan, précipitant le départ en catastrophe de l'avion pour New York, avec Boy, ce qui arrange bien les affaires de Rand, lequel a constaté qu'il était doué pour dresser les animaux.
Jane et Tarzan, seulement légèrement blessés, se rendent au port le plus proche, avec Cheeta, afin de prendre le premier avion en partance pour New York. La confrontation avec la civilisation n'est pas aisée pour Tarzan et les recherches pour retrouver Boy sont difficiles. Ils parviennent toutefois à retrouver la trace de Shields, par l'intermédiaire de sa fiancée Connie Beach. Aidés par le couple, ils se rendent au cirque de Rand.

## Fiche technique
- Titre original : Tarzan's New York Adventure
- Titre : Les Aventures de Tarzan à New York
- Titre alternatif : Tarzan à New York
- Réalisateur : Richard Thorpe
- Scénario : William R. Lipman et Myles Connolly, d'après une histoire de ce dernier, et les personnages créés par Edgar Rice Burroughs
- Contribution au scénario : Gordon Kahn
- Photographie : Sidney Wagner
- Montage : Gene Ruggiero
- Musique : David Snell
- Direction artistique : Cedric Gibbons et Howard Campbell
- Décors : Edwin B. Willis
- Costumes : Howard Shoup (crédité Shoup)
- Son :	Douglas Shearer
- Producteur : Frederick Stephani
- Société de production et de distribution : Metro-Goldwyn-Mayer
- Pays de production :  États-Unis
- Langue : anglais
- Format : Noir et blanc — 35 mm — 1,37:1 — Son Mono (Western Electric Sound System)
- Genre : Film d'aventure
- Durée : 71 min
- Dates de sortie :
  - États-Unis : mai 1942
  - France : 24 mars 1948

## Distribution
Légende : 1er doublage (1948) / 2e doublage (1975)
- Johnny Weissmuller (VF : Jean Violette / Jean Roche) : Tarzan
- Maureen O'Sullivan (VF : Madeleine Briny / Monique Thierry) : Jane
- Johnny Sheffield (VF : Vincent Ropion) : Boy
- Virginia Grey (VF : Brigitte Morisan) : Connie Beach
- Charles Bickford (VF : Marc de Georgi) : Buck Rand
- Paul Kelly (VF : Alain Dorval) : Jimmie Shields
- Chill Wills (VF : Claude Nicot) : Manchester Mountford
- Cy Kendall (VF : Henry Djanik) : Colonel Ralph Sargent
- Russell Hicks (VF : Michel Gudin) : Juge Abbotson
- Howard Hickman : Blake Norton
- Charles Lane (VF : Marc Cassot) : Gould Beaton
- Miles Mander (VF : Claude Joseph) : Le capitaine du port
- Le chimpanzé Cheeta

Acteurs non crédités
- Dudley Dickerson : Un porteur
- Willie Fung : Sun Lee, le tailleur
- Anne Jeffreys : Une jeune femme

## Chanson du film
- I'm Through with Love : musique de Matt Malveck et Fud Livingston, paroles de Gus Kahn, interprétée par Vera Van, doublure chant de Virginia Grey

## Autour du film
Ce film est le dernier de la série cinématographique des six Tarzan produit par la MGM, commencée en 1932 (avec Tarzan l'homme singe), avec le couple Maureen O'Sullivan - Johnny Weissmuller. Ce dernier, sous contrat avec la RKO, en tourne encore six autres ; Maureen O'Sullivan devait continuer la série, mais sa grossesse l'empêcha de participer au Triomphe de Tarzan en 1943 et elle ne reprit jamais le rôle.